# Simeprevir

Simeprevir.

Simeprevir es un fármaco antiviral de acción directa con indicación aprobada por la FDA (Food and Drugs Administration) para el tratamiento de la hepatitis C crónica en el paciente adulto. No está indicado en monoterapia sino que se debe utilizar en combinación con otros antivirales; en asociación con peginterferón-alfa y ribavirina, o solamente con sofosbuvir.

## Características
Su mecanismo farmacológico se basa en la inhibición específica de la serina proteasa NS3/4A del virus de la hepatitis C, que resulta esencial para la replicación del virus. En análisis bioquímicos ha demostrado inhibir la actividad de les proteasas NS3/4A del VHC recombinante de genotipo 1a y 1b, con valores de Ki de 0,5nM y 1,4nM respectivamente.
Se metaboliza por vía hepática mediante el citocromo P-450 con la isoenzima CYP3A4. La administración concomitante de fármacos que influyan en la actividad de esta isoenzima puede alterar las concentraciones plasmáticas de simeprevir. De la misma forma, simeprevir inhibe la actividad de CYP1A2 y la actividad intestinal de CYP3A4 (la actividad hepática de esta isoenzima no resulta inhibida) por lo que alterará la concentración plasmática de los fármacos que se metabolizan a través de estas isoenzimas.
Se ha evaluado la eficacia de simeprevir en combinación con peginterferón alfa (INFpeg) y ribavirina (RBV) en pacientes con infección por el genotipo 1 del VHC en varios estudios de fase 3, y se ha demostrado que simeprevir en combinación con IFNpeg y RBV logra tasas de curación más elevadas que la asociación de IFNpeg y RBV en monoterapia, en pacientes que no han recibido tratamiento previo o que han sufrido recidivas.
Los datos de seguridad agrupados en los ensayos clínicos de fase 3 muestran que durante las primeras 12 semanas de tratamiento, las reacciones adversas notificadas con más frecuencia (incidencia ≥ 5%) fueron: náuseas, exantema, prurito, disnea, aumento de la bilirrubina en sangre y reacciones de foto sensibilidad. El perfil de seguridad de simeprevir es similar en los pacientes con infección por el genotipo 1 y 4 del VHC.
La marca comercial es Olysio® y se presenta en cápsulas de 150mg de principio activo cada una. La dosis recomendada es de una cápsula al día durante 12 semanas y se administra por vía oral. Se debe tomar la cápsula entera, preferentemente coincidiendo con las comidas ya que la absorción de este fármaco aumenta al administrarse conjuntamente con alimentos. No es necesario realizar un ajuste de la dosis en pacientes de edad avanzada ni en pacientes con insuficiencia renal leve o moderada.